# Национальный совет реформ
Национальный совет реформ — специальный консультативно-совещательный орган при президенте Украины по вопросам стратегического планирования, согласования позиций по внедрению на Украине единой государственной политики реформ и их реализации. Был создан 13 августа 2014 года Указом Президента «Вопросы Национального совета реформ и Исполнительного комитета реформ».

## Состав Национального совета реформ

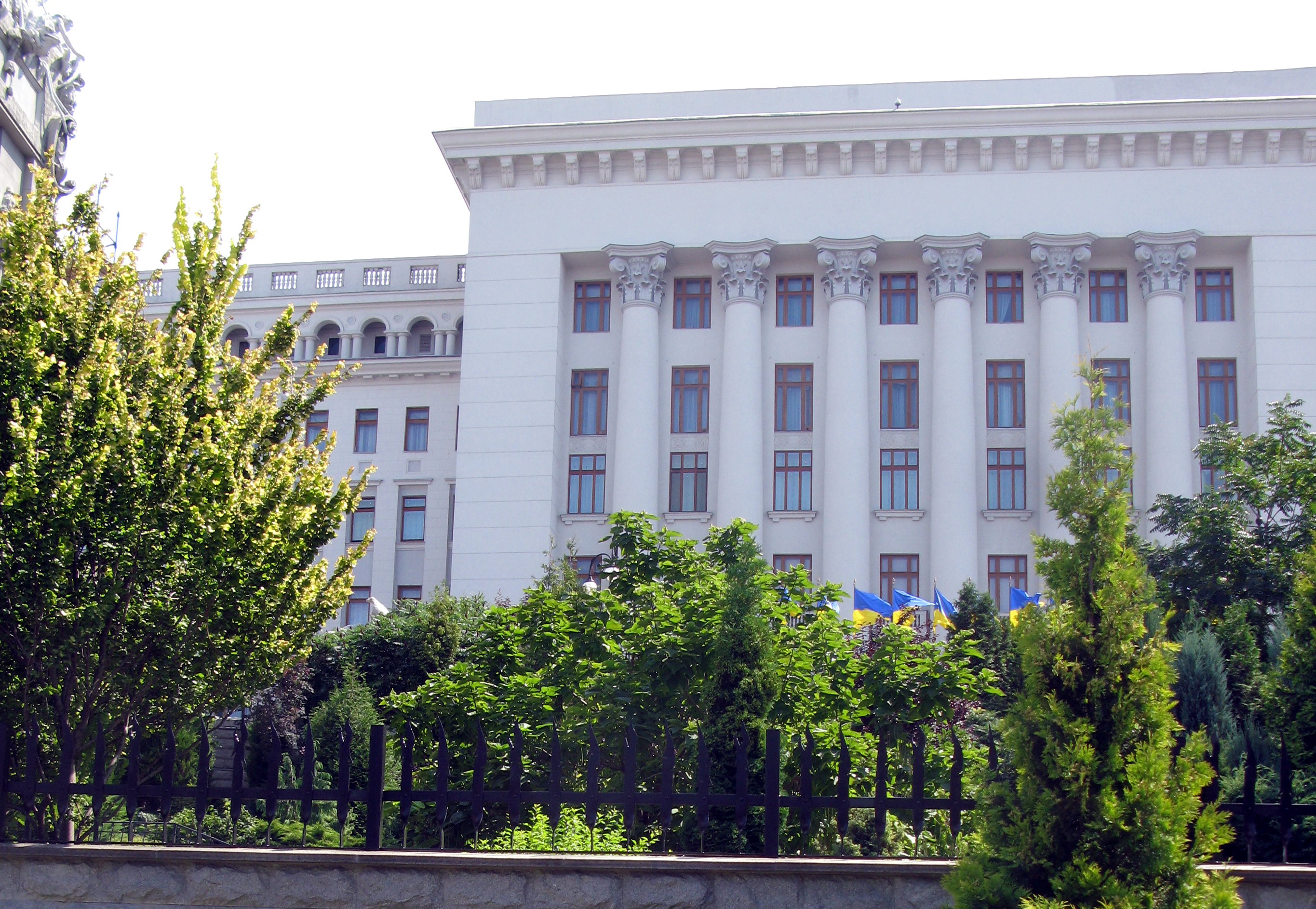

Председатель Национального совета реформ — Президент Украины Владимир Зеленский. Заместитель председателя — глава Офиса Президента Андрей Ермак. Секретарь — заместитель главы Администрации Президента Сергей Трофимов.
Состав Нацсовета реформ формируется из числа членов, участвующих в его работе по всем вопросам, и членов, которые приглашаются для рассмотрения отдельных вопросов.
В состав Национального совета реформ входят: спикер Верховной Рады Украины (по согласию), Премьер-министр Украины и другие члены Кабинета Министров Украины, которые возглавляют министерства, — по согласованию с Премьер-министром Украины, а также по согласию: глава Национального банка Украины, председатели комитетов Верховной Рады Украины, четыре представителя от общественных объединений, представитель Консультативного совета реформ.
18 членов Нацсовета реформ участвуют в обсуждении всех вопросов. Среди них: Президент Украины Владимир Зеленский, премьер-министр Украины, секретарь Совета национальной безопасности и обороны Алексей Данилов, глава офиса Президента Украины Андрей Ермак, заместитель Главы Администрации Президента Украины Сергей Трофимов, заместитель главы Администрации Президента Украины Дмитрий Шимкив, министр финансов Украины Натали Энн Яресько, министр юстиции Украины Павел Петренко, министр экономического развития и торговли Украины Айварас Абромавичус, председатель Комитета Верховной Рады Украины по вопросам европейской интеграции Ирина Геращенко (по согласию), председатель Национального банка Украины Валерия Гонтарева (по согласию), председатель Верховной Рады Украины Владимир Гройсман (по согласию), исполнительный директор Европейской Бизнес Ассоциации Анна Деревянко (по согласию), председатель Комитета Верховной Рады Украины по вопросам экономической политики Андрей Иванчук (по согласию), председатель Комитета Верховной Рады Украины по вопросам правовой политики и правосудия Руслан Князевич (по согласию), главный эксперт группы «Реформа антикоррупционного законодательства» общественной инициативы «Реанимационный пакет реформ» Дмитрий Котляр (по согласию), председатель Комитета Верховной Рады Украины по вопросам бюджета Андрей Павелко (по согласию), основатель общественной инициативы "Объединение украинских выпускников зарубежных университетов «Профессиональный Правительство» Даниил Пасько (по согласию), соучредитель общественной организации "Всеукраинская гражданская платформа «Новая Страна» Валерий Пекар (по согласию).
Кроме того, 38 членов Национального совета реформ приглашаются для рассмотрения отдельных вопросов. Среди них: министр внутренних дел Украины Арсен Аваков, министр энергетики и угольной промышленности Украины Владимир Демчишин, министр молодежи и спорта Украины Игорь Жданов, вице-премьер-министр Украины — министр регионального развития, строительства и жилищно-коммунального хозяйства Украины Геннадий Зубко, министр образования и науки Украины Сергей Квит, министр здравоохранения Украины Александр Квиташвили, вице-премьер-министр Украины — министр культуры Украины Вячеслав Кириленко, министр иностранных дел Украины Павел Климкин, министр Кабинета Министров Украины Анна Онищенко, министр аграрной политики и продовольствия Украины Алексей Павленко, министр инфраструктуры Украины Андрей Пивоварский, министр обороны Украины Степан Полторак, министр социальной политики Украины Павел Розенко, министр информационной политики Украины Юрий Стець, министр экологии и природных ресурсов Украины Игорь Шевченко, председатель Комитета Верховной Рады Украины по вопросам здравоохранения Ольга Богомолец (по согласию), председатель Комитета Верховной Рады Украины по вопросам государственного строительства, региональной политики и местного самоуправления Сергей Власенко (по согласию), председатель Комитета Верховной Рады Украины по вопросам промышленной политики и предпринимательства Виктор Галасюк (по согласию), председатель Комитета Верховной Рады Украины по иностранным делам Ганна Гопко (по согласию), председатель Комитета Верховной Рады Украины по вопросам науки и образования Лилия Гриневич (по согласию), председатель Комитета Верховной Рады Украины по вопросам информатизации и связи Александр Данченко (по согласию), председатель Комитета Верховной Рады Украины по вопросам социальной политики, занятости и пенсионного обеспечения Людмила Денисова (по согласию), председатель Комитета Верховной Рады Украины по вопросам транспорта Ярослав Дубневич (по согласию), председатель Комитета Верховной Рады Украины по вопросам культуры и духовности Николай Княжицкий (по согласию), председатель Комитета Верховной Рады Украины по вопросам законодательного обеспечения правоохранительной деятельности Андрей Кожемякин (по согласию), председатель Комитета Верховной Рады Украины по вопросам аграрной политики и земельных отношений Тарас Кутовой (по согласию), председатель Комитета Верховной Рады Украины по вопросам топливно-энергетического комплекса, ядерной политики и ядерной безопасности Николай Мартыненко (по согласию), председатель Комитета Верховной Рады Украины по вопросам прав человека, национальных меньшинств и межнациональных отношений Григорий Немыря (по согласию), председатель Комитета Верховной Рады Украины по вопросам налоговой и таможенной политики Нина Южанина (по согласию), председатель Комитета Верховной Рады Украины по вопросам семьи, молодежной политики и спорта Артур Палатный (по согласию), председатель Комитета Верховной Рады Украины по вопросам национальной безопасности и обороны Сергей Пашинский (по согласию), председатель Комитета Верховной Рады Украины по вопросам финансовой политики и банковской деятельности Сергей Рыбалка (по согласию), председатель Комитета Верховной Рады Украины по вопросам строительства, градостроительства и жилищно-коммунального хозяйства Сергей Скуратовский (по согласию), председатель Комитета Верховной Рады Украины по вопросам предотвращения и противодействия коррупции Егор Соболев (по согласию), председатель Комитета Верховной Рады Украины по вопросам свободы слова и информационной политики (по согласию) Виктория Сюмар, председатель Комитета Верховной Рады Украины по вопросам экологической политики, природопользования и ликвидации последствий Чернобыльской катастрофы Николай Томенко (по согласию), председатель Комитета Верховной Рады Украины по делам ветеранов, участников боевых действий, участников антитеррористической операции и людей с инвалидностью Александр Третьяков (по согласию), исполняющий обязанности заместителя Председателя Национального банка Украины Владислав Рашкован (по согласию).

## Деятельность Национального совета реформ
По состоянию на 17 января 2018 года было проведено 27 заседаний Национального совета реформ.
Протоколы заседаний и статус выполнения решений Национального совета реформ находятся в свободном доступе на сайте «Реформы в Украине».

## Скандал между Арсеном Аваковым и Михаилом Саакашвили
14 декабря 2015 года, на 17-м заседании Нацсовета реформ, которое было посвящено реформе управления государственной собственностью, произошёл конфликт между министром внутренних дел Украины Арсеном Аваковым и председателем Одесской областной государственной администрации Михаилом Саакашвили. Во время заседания глава МВД Украины назвал бездоказательными слова Саакашвили о коррупции, которую якобы возглавляет Кабинет министров. В ответ Саакашвили стал перебивать его, обратно заявляя о полном соответствии сказанных им слов, на что Аваков передразнил губернатора «бе-бе-бе». Высказанная Аваковым фраза вызвала гневную реакцию со стороны Саакашвили, ответившего на это словами «так со мной еще никто не разговаривал». Слабое вмешательство президента Порошенко не смогло уладить конфликт после высказывания о неких миллиардах, якобы похищенных Саакашвили, и словесной перепалки между Саакашвили и Аваковым. В ответ на вопрос Авакова о препятствовании приватизации ОПЗ Саакашвили отказался обсуждать данную тему, заявив о намерениях спорить с ним общественно, лично доказать причастность главы МВД к воровству и коррупционную деятельность Кабмина. Также Саакашвили заявил, что «никто не имеет права так разговаривать с губернатором таким тоном», после чего министр внутренних дел не выдержал и бросил в него стакан с водой, а под конец конфликта, в момент которого президент Украины досрочно закрыл заседание, вмешался премьер-министр Украины Арсений Яценюк и оскорбил Саакашвили, назвав его «гастролёром» и потребовав «убраться из страны». Видеозапись данного скандала была опубликована спустя два дня, на странице Арсена Авакова в социальной сети Facebook.